# 迪凱特鎮區 (印地安納州馬里昂縣)
迪凱特鎮區（英語：Decatur Township）是位於美國印地安納州馬里昂縣的一個行政鎮區。

## 地方資料
根據2010年美國人口普查的數據，迪凱特鎮區的面積為83.90平方千米，當中陸地面積為83.70平方千米，而水域面積為0.20平方千米。當地共有人口32388人，而人口密度為每平方千米386.03人。